# 시노하라 도모야
시노하라 도모야(일본어: 篠原 友哉, 1999년 4월 20일~)는 일본의 축구 선수이다.

## 구단 경력
그는 2022년 J2리그의 제프 유나이티드 지바에 입단했고, 2년동안 팀에서 뛰었다. 2023년후 현역 은퇴.